# Упоровское сельское поселение
Упоровское се́льское поселе́ние — муниципальное образование в Упоровском районе Тюменской области Российской Федерации.
Административный центр — село Упорово.

## История
Статус и границы сельского поселения установлены Законом Тюменской области от 5 ноября 2004 года № 263 «Об установлении границ муниципальных образований Тюменской области и наделении их статусом муниципального района, городского округа и сельского поселения».

## Население
| 2010  | 2011  | 2012  | 2013  | 2014  | 2015  | 2016  |
| ----- | ----- | ----- | ----- | ----- | ----- | ----- |
| 5847  | ↘5846 | ↗5891 | ↗5956 | ↗6087 | ↗6205 | ↗6296 |
| 2017  | 2018  | 2019  | 2020  | 2021  |       |       |
| ↗6417 | ↘6400 | ↘6390 | ↘6361 | ↘6058 |       |       |

## Состав сельского поселения
| № | Населённый пункт | Тип населённого пункта       | Население |
| - | ---------------- | ---------------------------- | --------- |
| 1 | Упорово          | село, административный центр | ↘6058     |

- Снигирёва - деревня упразднена в 1949 г.
- Угренинова - деревня упразднена решением Упоровского РИК от 26.06.1967 года.